# Марьян, Теодор
Теодор Мариан (рум. Teodor Marian; 1904 — неизвестно) — румынский регбист, замок. Бронзовый призёр летних Олимпийских игр 1924 года.

## Биография
Теодор Мариан родился в 1904 году.
Играл в регби за «Теннисный клуб Ромын» из Бухареста на позиции замка.
В 1924 году вошёл в состав сборной Румынии по регби на летних Олимпийских играх в Париже и завоевал бронзовую медаль. Играл на позиции столба, провёл 2 матча, очков не набирал.
Матчи на Олимпиаде стали для Мариана единственными, которые он провёл в составе сборной Румынии.
О дальнейшей жизни данных нет.

## Память
6 июня 2012 года в составе сборной Румынии, завоевавшей бронзу летних Олимпийских игр 1924 года, введён в Зал славы регби.